# Septième législature d'Andorre
La septième législature après la constitution du Conseil général d'Andorre s'est ouverte en 2015.

## Composition duConseil général

### Exécutif
- Syndic général : Vicenç Mateu Zamora
- Sous-syndic : Mònica Bonell Tuset
- Secrétaires de la syndicature : Joan Carles Camp Areny et Maria Martisella González

### Partis
Les résultats de l’élection législative de 2015 ont donné la composition du conseil général comme suit :
| Parti | Parti            | Membres |
| ----- | ---------------- | ------- |
|       | Démocrates       | 15      |
|       | Libéral          | 8       |
|       | Social-démocrate | 3       |
|       | Social-progrès   | 2       |
| Total | Total            | 28      |

### Méthodologie
Les vingt-huit conseillers généraux sont élus selon deux méthodes :
- Pour moitié selon une circonscription nationale ;
- Pour moitié par circonscriptions paroissiales, au nombre de sept, soit deux conseillers par paroisse.

La liste recense les conseillers généraux siégeant au Conseil général, soit élus à l'issue des élections législatives de 2015, soit remplaçant les élus ayant démissionné ou décédés. Pour chaque conseiller, la liste précise sa circonscription d'élection ainsi que le parti auquel il appartient. Sauf indication contraire, les conseillers généraux siégeant ont été élus lors des élections législatives de 2015

### Liste
| Nom                                     | Circonscription     | Parti                                                     | Groupe parlementaire |
| --------------------------------------- | ------------------- | --------------------------------------------------------- | -------------------- |
| Jordi Alcobé Font                       | Canillo             | Démocrates pour Andorre                                   |                      |
| Miquel Aleix Areny                      | Escaldes-Engordany  | Démocrates pour Andorre                                   |                      |
| Gerard Alís Eroles                      | Nationale           | Coalition Ensemble (PS + Verts + IC + Indépendants)       |                      |
| Ladislau Baró Solà                      | Nationale           | Démocrates pour Andorre                                   |                      |
| Mònica Bonell Tuset                     | Canillo             | Démocrates pour Andorre                                   |                      |
| Sílvia Eloïsa Bonet Perot               | Nationale           | Démocratie sociale et progrès                             |                      |
| Joan Carles Camp Areny                  | Nationale           | Libéraux d'Andorre                                        |                      |
| Jordi Cinca Mateos                      | Andorre-la-Vieille  | Démocrates pour Andorre - Coalition d'Indépendants        |                      |
| Ferran Joaquim Costa Marimón            | Nationale           | Libéraux d'Andorre                                        |                      |
| Carles Enseñat Reig                     | Encamp              | Union pour le progrès d'Andorre + Démocrates pour Andorre |                      |
| Maria Rosa Ferrer Obiols                | Andorre-la-Vieille  | Démocrates pour Andorre - Coalition d'Indépendants        |                      |
| Antoni Fillet Adellach                  | Ordino              | Action communale d'Ordino + Démocrates pour Andorre       |                      |
| Jordi Gallardo Fernàndez                | Nationale           | Libéraux d'Andorre                                        |                      |
| Sofia Garrallà Tomàs                    | Nationale           | Démocrates pour Andorre                                   |                      |
| Rosa Gili Casals                        | Nationale           | Coalition Ensemble (PS + Verts + IC + Indépendants)       |                      |
| Pere López Agràs                        | Nationale           | Coalition Ensemble (PS + Verts + IC + Indépendants)       |                      |
| Josep Majoral Obiols                    | Sant Julià de Lòria | Libéraux d'Andorre + Union lauredienne                    |                      |
| Antoni Martí Petit                      | Nationale           | Démocrates pour Andorre                                   |                      |
| Maria Martisella González               | Encamp              | Union pour le progrès d'Andorre + Démocrates pour Andorre |                      |
| Conxita Marsol Riart                    | Nationale           | Démocrates pour Andorre                                   |                      |
| Meritxell Mateu Pi                      | Ordino              | Action communale d'Ordino + Démocrates pour Andorre       |                      |
| Vicenç Mateu Zamora                     | Escaldes-Engordany  | Démocrates pour Andorre                                   |                      |
| Carine Montaner Raynaud                 | Sant Julià de Lòria | Libéraux d'Andorre + Union lauredienne                    |                      |
| Carles Naudi d'Areny-Plandolit Balsells | La Massana          | Indépendants + Libéraux d'Andorre                         |                      |
| Víctor Naudi Zamora                     | Nationale           | Démocratie sociale et progrès                             |                      |
| Judith Pallarés Cortés                  | La Massana          | Indépendants + Libéraux d'Andorre                         |                      |
| Josep Pintat Forné                      | Nationale           | Libéraux d'Andorre                                        |                      |
| Jordi Torres Falcó                      | Nationale           | Démocrates pour Andorre                                   |                      |

## Gouvernement

### Majorité auConseil général
15 sièges sur 24 : Groupe des démocrates

### Composition
- Chef du gouvernement : Antoni Martí

- Ministère des finances : Jordi Cinca Mateos ;
- Ministère des affaires extérieures : Gilbert Saboya Sunyé ;
- Ministère de l'administration publique, des transports et des télécommunications : Jordi Alcobé Font ;
- Ministère de la justice et de l'intérieur : Xavier Espot Zamora ;
- Ministère de la santé, des affaires sociales et de l'emploi : Maria Rosa Ferrer Obiols ;
- Ministère du tourisme et du commerce : Francesc Camp Torres ;
- Ministère de l'aménagement du territoire : Jordi Torres Falcó ;
- Ministère de l'environnement, de l'agriculture et du développement durable : Sílvia Calvó Armengol ;
- Ministère de l'éducation et de l'enseignement supérieur : Eric Jover Comas ;
- Ministère de la culture, de la jeunesse et des sports : Olga Gelabert Fàbrega.